# Benkt-Erik Benktson
Benkt-Erik Benktson (* 1918 in Viby, Örebro län; † 1998 in Lund) war ein schwedischer lutherischer Theologe.

## Leben
Benktson wurde 1945 zum Dr. theol. promoviert und arbeitete als Pfarrer in verschiedenen Gemeinden der Schwedischen Kirche sowie als Religionslehrer, bis er 1963 Dozent für Dogmatik an der Universität Lund wurde. 1976 wechselte er als Lektor an die Universität Göteborg.
Benktson war von Karl Barth beeinflusst, dem seine Dissertation gewidmet war, und befasste sich in seinen Schriften oft mit Grenzfragen zwischen Theologie und Philosophie, unter anderem mit Jean-Paul Sartre und Martin Heidegger.
Er wollte unter anderem „Bonhoeffers Religionsbegriff mit der alten Unterscheidung von religio vera und religio falsa retten“.

## Schriften (Auswahl)
- Teologi och psykologi. In: Svensk Teologisk Kvartalskrift. 1957, S. 75–88 (online [abgerufen am 2. August 2013]).
- Christus und die Religion. Der Religionsbegriff bei Barth, Bonhoeffer und Tillich. Calwer Verlag, Stuttgart 1967.
- Dogma als Drama. Der holländische Katechismus von einem schwedischen Theologen gelesen. Calwer Verlag, Stuttgart 1976.
- Varat och tiden. Introduktion till Martin Heidegger, Sein und Zeit. LiberLäromedel, Lund 1976.
- Existenz und Glaube. Von Sokrates bis zu Simone de Beauvoir. Kaiser, München 1980.